# مونوکروم فاکتور
مونوکروم فاکتور (به ژاپنی: モノクローム·ファクター Monokurōmu Fakutā) یک مجموعه مانگا ژاپنی نوشته و طراحی شده توسط کایلی سورانو است. این مانگا اولین بار از مه ۲۰۰۴ در مجلهٔ دوماهانهٔ Comic Blade Masamune منتشر شد.
از این مجموعه، یک سری تلویزیونی انیمه نیز توسط GENCO ساخته شده است و از ۷ آوریل تا ۲۹ سپتامبر ۲۰۰۸ از شبکه تی‌وی توکیو پخش شده است.